# Трејџан Лангдон
Трејџан Лангдон (енгл. Trajan Langdon; Пало Алто, САД, 13. мај 1976) је бивши амерички кошаркаш.
На драфту 1999. одабрали су га Кливленд кавалирси као 11. пика.